# Sinterklaas

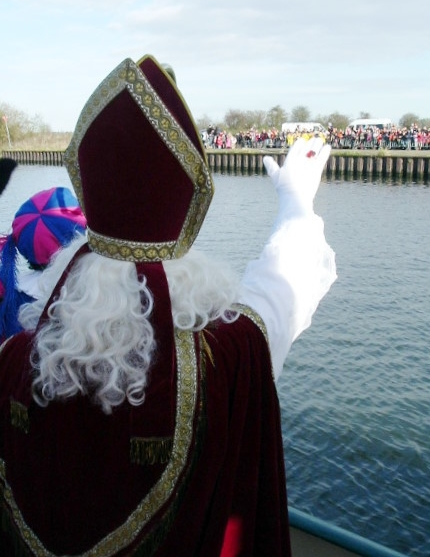
Przybycie Sinterklaasa

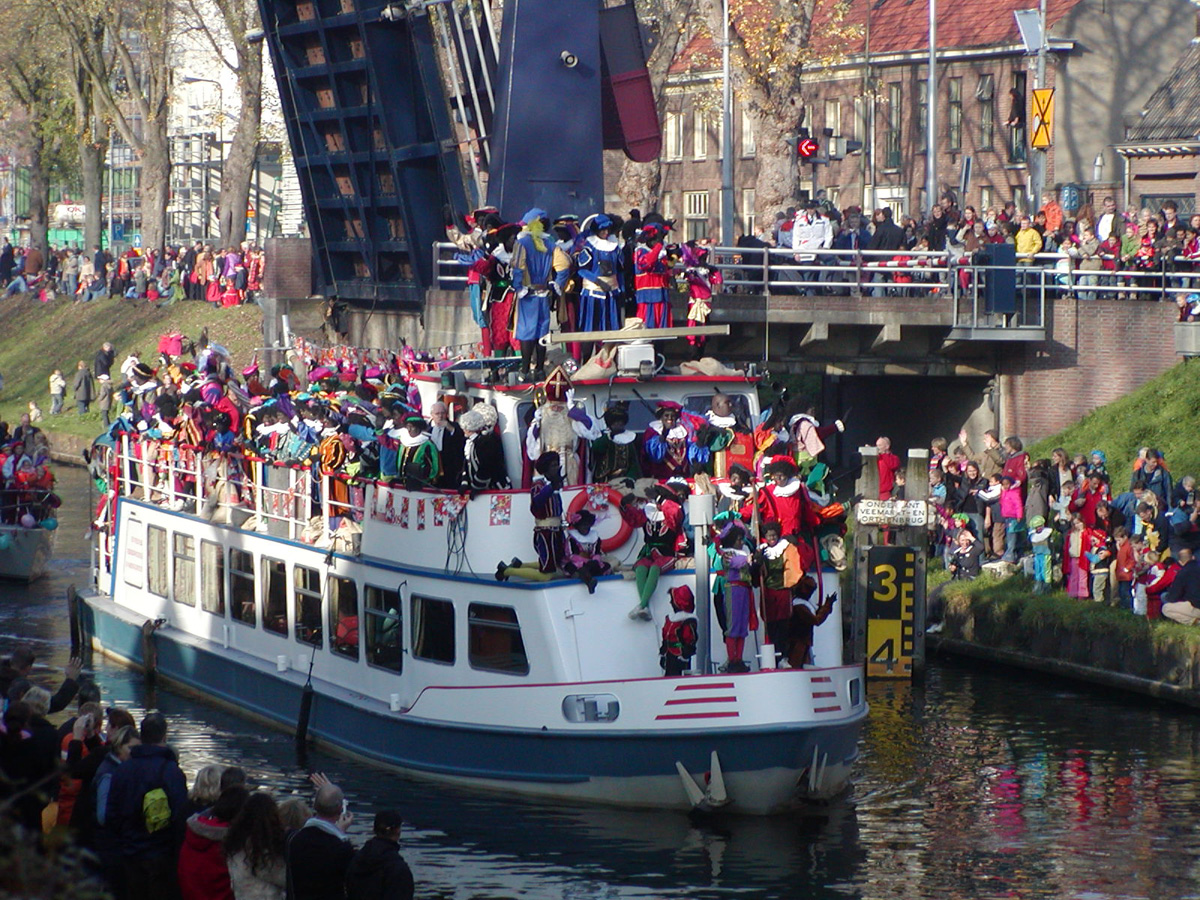
Statek Sinterklaasa

Sinterklaas (niderl. Sint-Nicolaas (posłuchajⓘ) lub krótko de Sint, fr. Saint-Nicolas) – główna postać i jednocześnie nazwa święta dla dzieci, które jest obchodzone w Holandii w wigilię urodzin Mikołaja, czyli 5 grudnia, zaś w Belgii oraz w niektórych byłych koloniach holenderskich 6 grudnia, czyli we właściwym dniu imienin Mikołaja. Na wyspę Curaçao Sinterklaas przybywa statkiem do zatoki Sint Annabaai tydzień po tym, jak przybędzie do Holandii.
Sinterklaas tradycyjnie przybywa do Holandii statkiem parowym, zawsze w pierwszą sobotę po dniu świętego Marcina, który zmarł 8 listopada. Holenderskie dzieci wierzą, że Sinterklaas przybywa specjalnie z Hiszpanii, aby je odwiedzić. W 2007 odwiedził jako pierwszą miejscowość Kampen w prowincji Overijssel, w 2006 został uroczyście powitany w Middelburgu w prowincji Zelandia. W 2009 Sinterklaas zaplanował przyjazd na 14 listopada do Schiedamu.
Przybycie Sinterklaasa oznacza, że od tego momentu dzieci mogą każdego wieczoru przed pójściem spać ustawić swój bucik przy kominku (niderl. De schoen zetten), aby rankiem następnego dnia znaleźć małe podarunki (głównie drobne słodycze), pod warunkiem, że były grzeczne. Natomiast wieczorem 5 grudnia Sinterklaas przynosi dzieciom, które były przez cały rok posłuszne, paczkę z okazałym prezentem (niderl. Pakjesavond).
Święto Sinterklaas jest uroczyście obchodzone w całej Holandii, z wyjątkiem miejscowości Grouw (Grou) w prowincji Fryzja, gdzie 21 lutego jest obchodzone święto Sint Piter.
Odpowiednikiem holenderskiego święta Sinterklaas jest obchodzony w Polsce 6 grudnia Dzień Świętego Mikołaja.
Dzień Świętego Mikołaja, choć nieco mniej powszechnie, jest także obchodzony w innych krajach: Luksemburgu (pod nazwą Kleeschen), Austrii, Szwajcarii (Samichlaus), Francji (Saint Nicolas), Niemczech, Rumunii, Słowenii (Sv. Miklavž), Serbii (Sveti Nikola), Turcji (Noel Baba), Brazylii (Papai Noel), Czechach (Mikuláš) oraz na Węgrzech. W Stanach Zjednoczonych oraz Wielkiej Brytanii spotykamy odpowiednio postaci Santa Claus i Father Christmas o charakterze baśniowo-komercyjno-reklamowym, a okres wręczania prezentów rozciągnął się od imienin Mikołaja do Nowego Roku.

## Święto współcześnie
Według przeprowadzonych badań opinii publicznej Holendrzy uważają Sinterklaas za najpopularniejsze święto, w związku z tym pojawiły się postulaty, aby 5 grudnia stał się oficjalnym dniem wolnym od pracy.
W 2009 roku 55% Holendrów zadeklarowało, że będzie obchodzić uroczyście Sinterklaas. Średnio na zakup prezentów zostanie wydanych 122 euro. Święto jest najbardziej popularne wśród osób w przedziale wiekowym od 18 do 34 lat (64%). Zdecydowanie najbardziej popularnymi słodyczami są litery z czekolady.
Holenderskie dzieci przeżywają emocjonalnie przybycie Sinterklaasa, co objawia się symptomami stresopodobnymi. Psycholodzy ostrzegają, aby nie straszyć dzieci, że jeśli będą niegrzeczne, to zostaną zabrane w worku do Hiszpanii przez Sinterklaasa lub nie otrzymają prezentu. Także teksty piosenek o Sinterklaasie mogą wywoływać lęk u najmłodszych.
Ze względów komercyjnych Sinterklaaas przybywa prawie miesiąc wcześniej (15 listopada w 2008), a na półkach sklepowych czasami już w pod koniec września pojawiają się charakterystyczne dla tego okresu słodycze i wypieki, co powoduje mętlik w głowie przedszkolaków ze względu na nie w pełni rozwinięte poczucie czasu, zaś telewizja już pod koniec października rozpoczyna nadawanie programów o Sinterklaasie. Rodzice dzieci z zespołem ADHD narzekają, że dzieci podniecają się na widok folderów reklamowych z zabawkami, które są wrzucane do skrzynki na listy, co prowadzi do dodatkowych napięć i złego zachowania. Problem dziecięcego stresu związanego ze świętem Sinterklaas (niderl. Sinterklaasstress lub Sintstress) jest komentowany w mediach.
Do tej pory Sinterklaas opuszczał „po cichu” Holandię 6 grudnia i powracał statkiem do Hiszpanii. Od niedawna pojawił się nowy trend – organizowanie uroczystego pożegnania z Sinterklaasem (niderl. Sinterklaas uittocht). Szczególnie dzieci autystyczne mają potrzebę pożegnać się z Sinterklaasem.

## Pochodzenie święta
Tradycja obchodów Sinterklaas jest związana z postacią Mikołaja z Miry, który był biskupem w Mirze, stolicy Licji, na początku IV wieku, a nawet zawiera starsze elementy historyczne. Historykom nie udało się potwierdzić, czy biskup Mikołaj miał długą, siwą brodę, tak jak Sinterklaas. Według wierzeń Sinterklaas przemieszcza się ponad dachami domów na siwym koniu o imieniu Amerigo, zaś Walonowie uważają, że na osiołku. Sinterklaas jest odziany w biskupią szatę i czapkę, która po łacinie nazywa się mitra, a w ręce trzyma ozdobną biskupią laskę, czyli pastorał.
Początkowo Dzień Świętego Mikołaja obchodzony był jedynie w Europie Wschodniej. Dopiero w XIII wieku postanowiono obchodzić uroczyście imieniny Mikołaja także w Europie Zachodniej; mniej więcej w tym czasie wypełniono w Utrechcie monetami buciki czworga ubogich dzieci, a także w innych miastach postarano się zorganizować drobne podarunki dla biednych.
W początkach wojny osiemdziesięcioletniej księża kalwińscy próbowali zaniechać uroczystego obchodzenia Dnia Świętego Mikołaja ze względu na zbyt dużą zawartość elementów herezji. Święto było jednak już tak popularne, że wezwanie do bojkotu nie spotkało się z pozytywnym przyjęciem nawet u protestanckiej części społeczeństwa.
Między postaciami Mikołaja z Miry i pogańskiego boga germańskiego o imieniu Wodan można doszukać się wielu podobieństw. Wodan również jeździ na siwym koniu (Sleipnir) o ośmiu nogach, trzymając w ręku włócznię i przemieszczając się po niebiosach. Podczas święta związanego ze zjawiskiem astronomicznym przesilenia zimowego, młode dziewczyny zwracały się z prośbą do Wodana o podarowanie wizerunku przyszłego narzeczonego, stąd na ciasteczkach (speculaaspoppen) znajduje się wizerunek panicza. Wodanowi towarzyszyły zawsze dwa kruki: Hugin i Munin, prawdopodobnie dlatego pomocnik holenderskiego Świętego Mikołaja nosi pióro na czapce.
Przekonanie, że Sinterklaas przybywa z Hiszpanii do Holandii, jest najprawdopodobniej uwarunkowane historycznie: w XVI wieku statki handlowe przywoziły do Holandii drogie przedmioty, smakołyki, przyprawy i pomarańcze z Hiszpanii, pomimo toczącej się wojny pomiędzy obydwoma państwami (1568–1648). Kwitł handel, a Holendrzy byli przekonani, że wszystko co z południa pochodzi z Hiszpanii, także Sinterklaas. Być może pewną rolę odegrał też fakt, że w 1087 szczątki świętego Mikołaja zostały przeniesione z Myry zajętej przez muzułmanów i złożone do grobu w Bari, które znajdowało się w tym czasie pod panowaniem Hiszpanów. Jeszcze inna koncepcja mówi, że Holendrzy utożsamili Sinterklaasa, jako katolickiego świętego, z rzymskokatolickimi Hiszpanami, którzy w średniowieczu panowali nad terytorium dzisiejszej Holandii. Smakołyki, którymi obdarowywano się w owych czasach, tj. mandarynki, słodkie migdały i figi pochodziły z Hiszpanii, więc ludzie wręczając sobie podarunki mówili, że Sinterklaas przywiózł dla nich te delikatesy specjalnie z Hiszpanii. W drugiej połowie XIX wieku o przybyciu Sinterklaasa z Hiszpanii do Holandii pisał w książeczce obrazkowej dla dzieci nauczyciel Jan Schenkman, opisując obchody święta w dużych miastach.

## Wystawianie bucików podczasSinterklaas

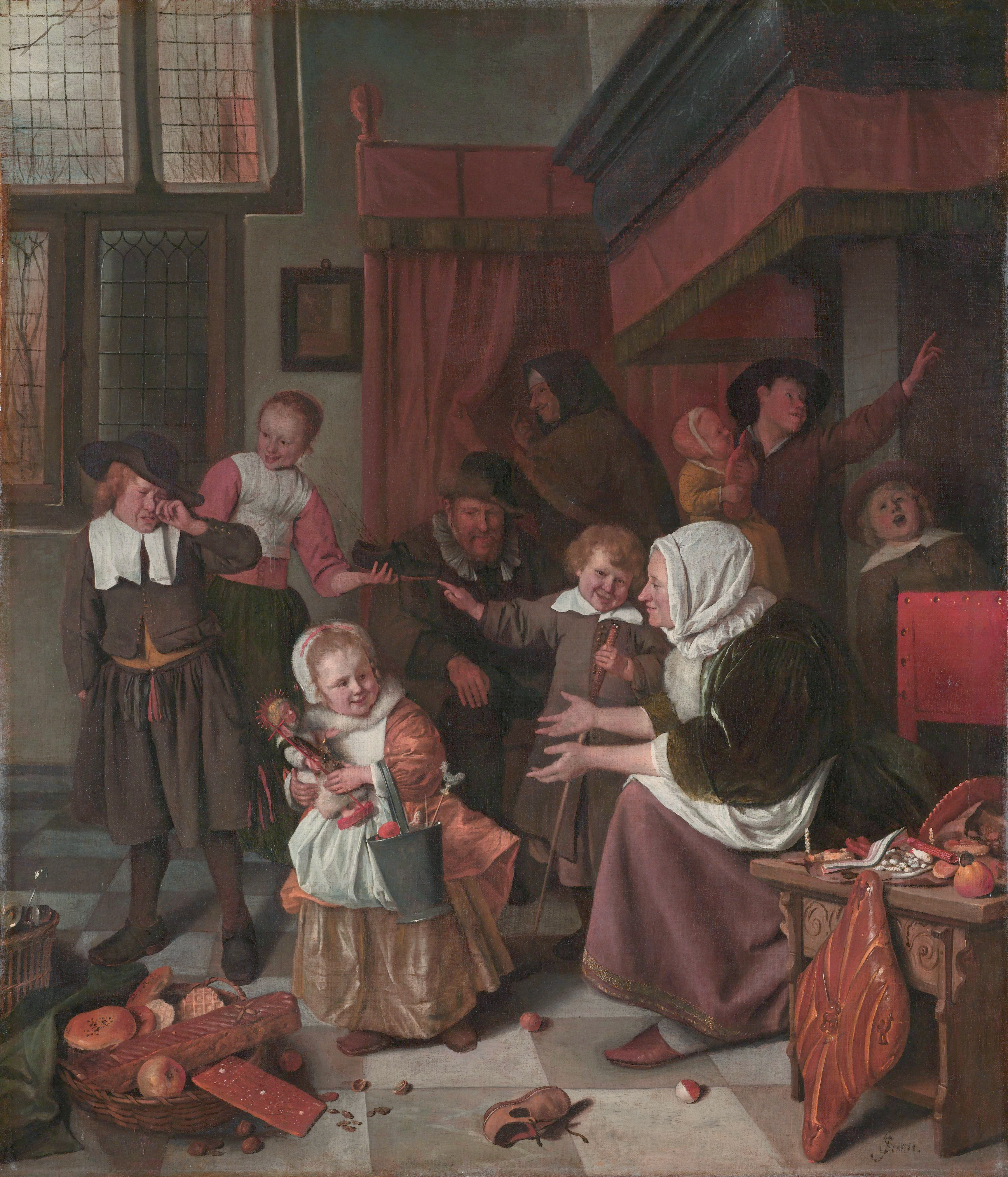
Obchody Dnia Świętego Mikołaja – obraz Jana Steena, ca. 1665–1668, obecnie w Rijksmuseum w Amsterdamie

W Holandii podarunki z okazji Dnia Świętego Mikołaja, czyli Sinterklaasa, są wkładane dzieciom do uprzednio wystawionych przy kominku bucików. W okresie między oficjalnym przybyciem Sinterklaasa do Holandii a 5 grudnia, czyli przez kilkanaście dni, dzieci ustawiają wieczorem przed pójściem spać swoje buciki na kominku, aby rankiem następnego dnia sprawdzić, co dostały w prezencie. Jeżeli zachowywały się grzecznie, to w bucikach znajdują drobne upominki, np. czekoladki, cukierki, marcepanowe figurki lub ciasteczka. Czasami dzieci wkładają do bucika marchewkę lub szklankę z mlekiem dla Amerigo, konia Sinterklaasa.
Tradycja ta sięga XV wieku, kiedy to początkowo jedynie ubodzy wystawiali swoje buty w kościele, w wieczór Sinterklaasa, czyli 5 grudnia, a bogaci wkładali do butów co nieco, natomiast 6 grudnia, który jest oficjalnym dniem śmierci Świętego Mikołaja, dochód był rozdzielany pomiędzy biedaków i żebraków. Zachowały się materiały archiwalne potwierdzające istnienie tego obyczaju już w 1427 w kościele Świętego Mikołaja w Utrechcie. Wraz z upływem czasu Sinterklaas stał się świętem rodzinnym i mniej więcej już w XVI wieku dzieci zaczęły wystawiać swoje buciki w największym pokoju rodzinnego domu, aby Sinterklaas schował w nich prezenty.
XVII-wieczny malarz holenderski Jan Steen uwiecznił na dwóch obrazach poranek święta Sinterklaasa. Na obrazie pt. Dzień św. Mikołaja widać, co przyniósł dzieciom w prezencie Święty Mikołaj. Najszczodrzej została obdarowana mała dziewczynka, która dostała od Mikołaja lalkę oraz wiaderko pełne zabawek i słodyczy. Stojący po lewej stronie chłopiec ociera łzy, albowiem znalazł w bucie rózgę. Starsza dziewczynka uniosła triumfalnie jego bucik do góry, a inny chłopiec śmieje się, wskazując ręką na bucik z rózgą. Tylko stojąca z tyłu babcia patrzy przychylnie na płaczącego chłopca i sięga za zasłonkę, gdyż być może ukryła tam prezent dla niego. W owych czasach chłopcy często znajdowali w bucikach rózgę lub woreczek z solą.

## Wieczór paczek z prezentami
Wieczorem 5 grudnia Sinterklaas zostawia, najczęściej przy kominku, paczki z okazałymi prezentami dla dzieci w nagrodę, że były grzeczne przez cały rok.
W latach kryzysu ekonomicznego przed wybuchem II wojny światowej tradycja wręczania upominków z okazji Sinterklaas nie była jeszcze w Holandii zjawiskiem powszechnym. Dopiero wzrost dobrobytu po zakończeniu II wojny światowej przyczynił się do upowszechnienia i dalszego rozwoju obyczaju wzajemnego obdarowywania się prezentami 5 grudnia. Tuż po wojnie w wielu holenderskich rodzinach prezenty kładziono na krześle przynależącym do danej osoby, a rytuał był otoczony mgiełką wielkiej tajemnicy.
W miarę upływu czasu przeobrażeniu uległ wizerunek Sinterklaasa: od niewidzialnego, magicznego dawcy prezentów do wielkiego przyjaciela dzieci o wyglądzie dobrodusznego dziadka, który z workiem pełnym prezentów odwiedza dzieci w rodzinnym domu, a któremu towarzyszą i pomagają czarnoskórzy pomocnicy.
Początkowo rodzice obdarowywali dzieci własnoręcznie wykonanymi drobiazgami, później prawie wyłącznie rzeczami kupionymi w sklepie. Także duże przedsiębiorstwa oraz związki zawodowe przejęły obyczaj dawania paczek dzieciom swoich pracowników lub członków. W dużych miastach popularne stało się wśród studentów, przyjaciół i współpracowników ciągnięcie losów oraz wzajemne obdarowywanie się drobnymi upominkami z okazji Sinterklaas. W ten sposób tradycja ta przestała być jedynie przywilejem wręczania prezentów dzieciom przez rodziców. W Internecie pojawiła się nawet możliwość elektronicznego ciągnięcia losów.

## Słodycze i wypieki typowe dla okresuSinterklaas
W okresie pobytu Sinterklaasa w Holandii, w sklepach z pieczywem oraz na stoiskach spożywczych w domach handlowych i supermarketach pojawiają się tradycyjne słodycze i wypieki, które nie są dostępne na rynku przez pozostałą część roku. Przykłady słodyczy i wypieków związanych ze świętem Sinterklaas:
- chocoladeletters, czyli czekoladowe litery – różnej wielkości litery z czekolady: mlecznej, gorzkiej lub białej; często wkładane dzieciom do bucików; najczęściej wybiera się na prezent jedną, dużą czekoladową literę, na którą rozpoczyna się imię osoby obdarowywanej
- marcepanowe figurki – małe figurki owoców lub zwierzątek wykonane z marcepanu
- amandelstaaf/boterletter – masa z utartych migdałów i cukru z dodatkiem soku cytrynowego w cieście francuskim uformowanym w kształcie podłużnego wałka lub litery S, M lub W
- borstplaat – cukierki najczęściej w kształcie serduszek o smaku waniliowym lub kakaowym, których podstawowymi składnikami są cukier i mleko
- taaitaai – twarde i ciągnące się, bardzo trudne do ugryzienia ciasteczka o lekkim smaku anyżowym, najczęściej mające kształt figurki Sinterklaasa
- speculaasstaaf – masa z utartych migdałów i cukru z dodatkiem soku cytrynowego w cieście speculaas, czyli słabo wyrośniętym cieście o zwartej strukturze, które swój charakterystyczny aromatyczno-korzenny smak i zapach zawdzięcza mieszance przypraw, w skład której wchodzą: cynamon, gałka muszkatołowa, goździki, imbir, kardamon oraz biały pieprz
- deegmannetjes – bułeczki z półsłodkiego ciasta w kształcie ludzików z oczami z rodzynek

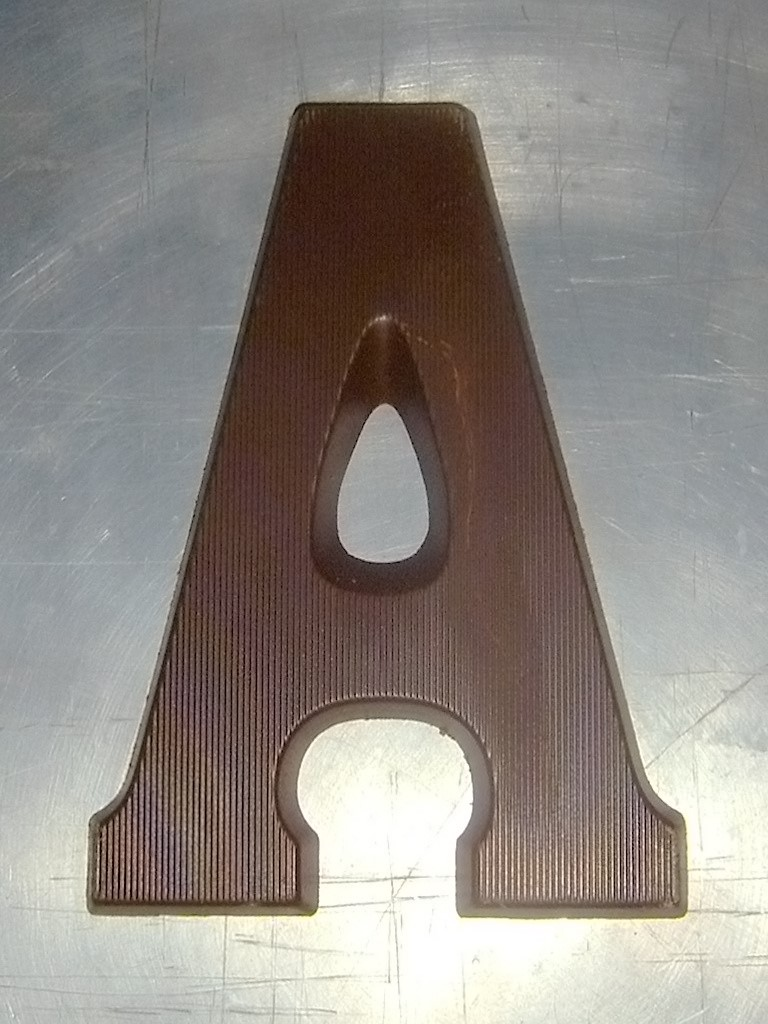
Czekoladowa litera
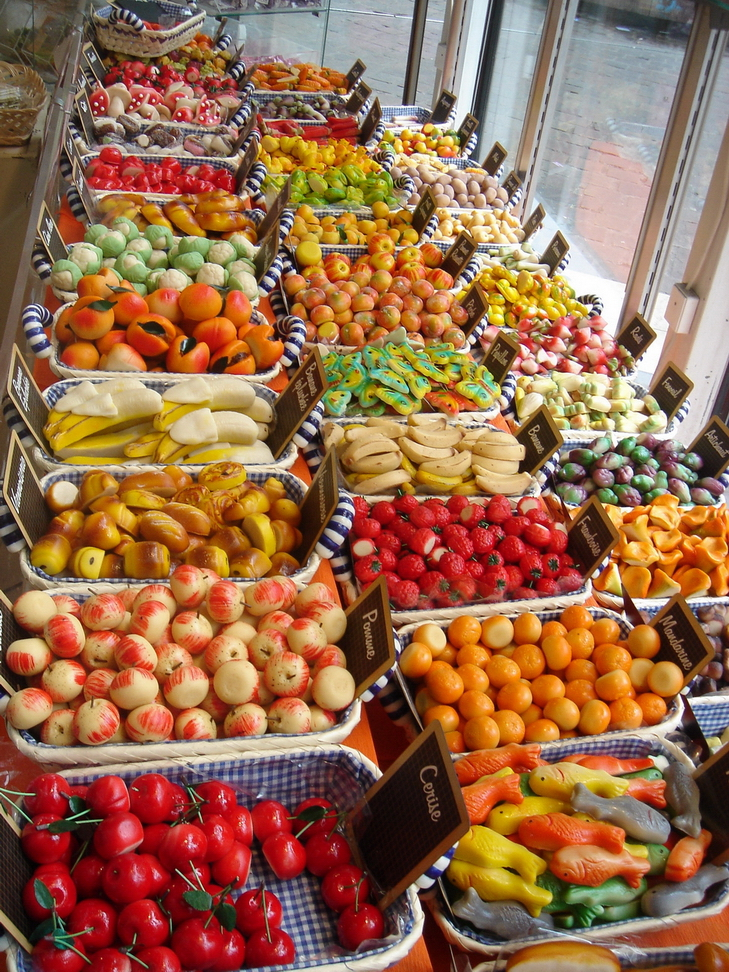
Figurki z marcepanu
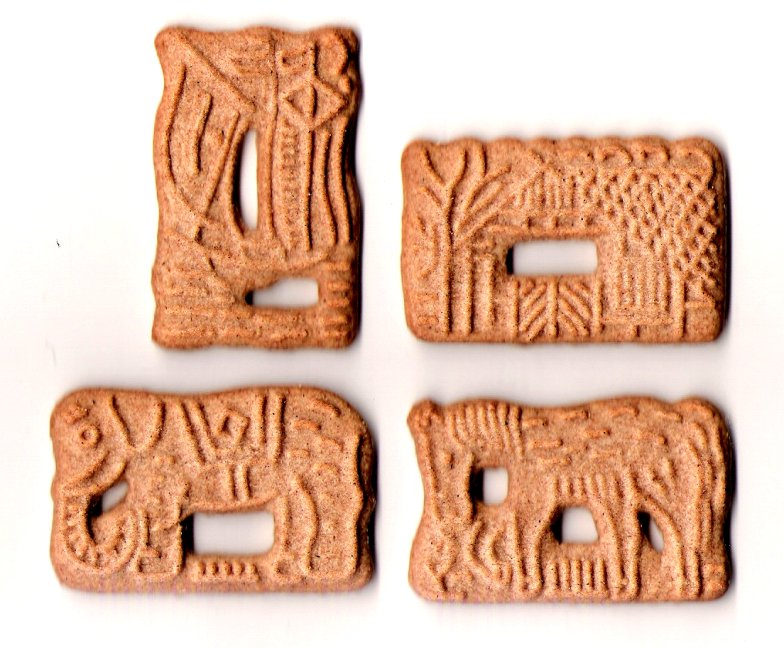
Ciasteczka Speculaas
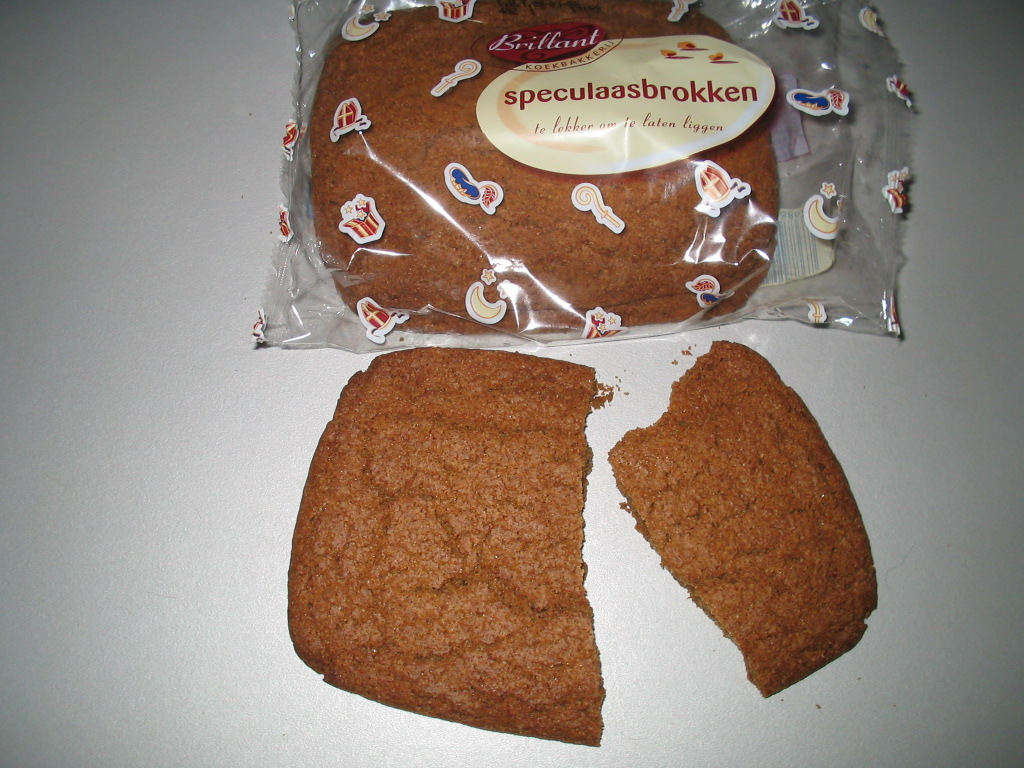
Ciasto speculaas
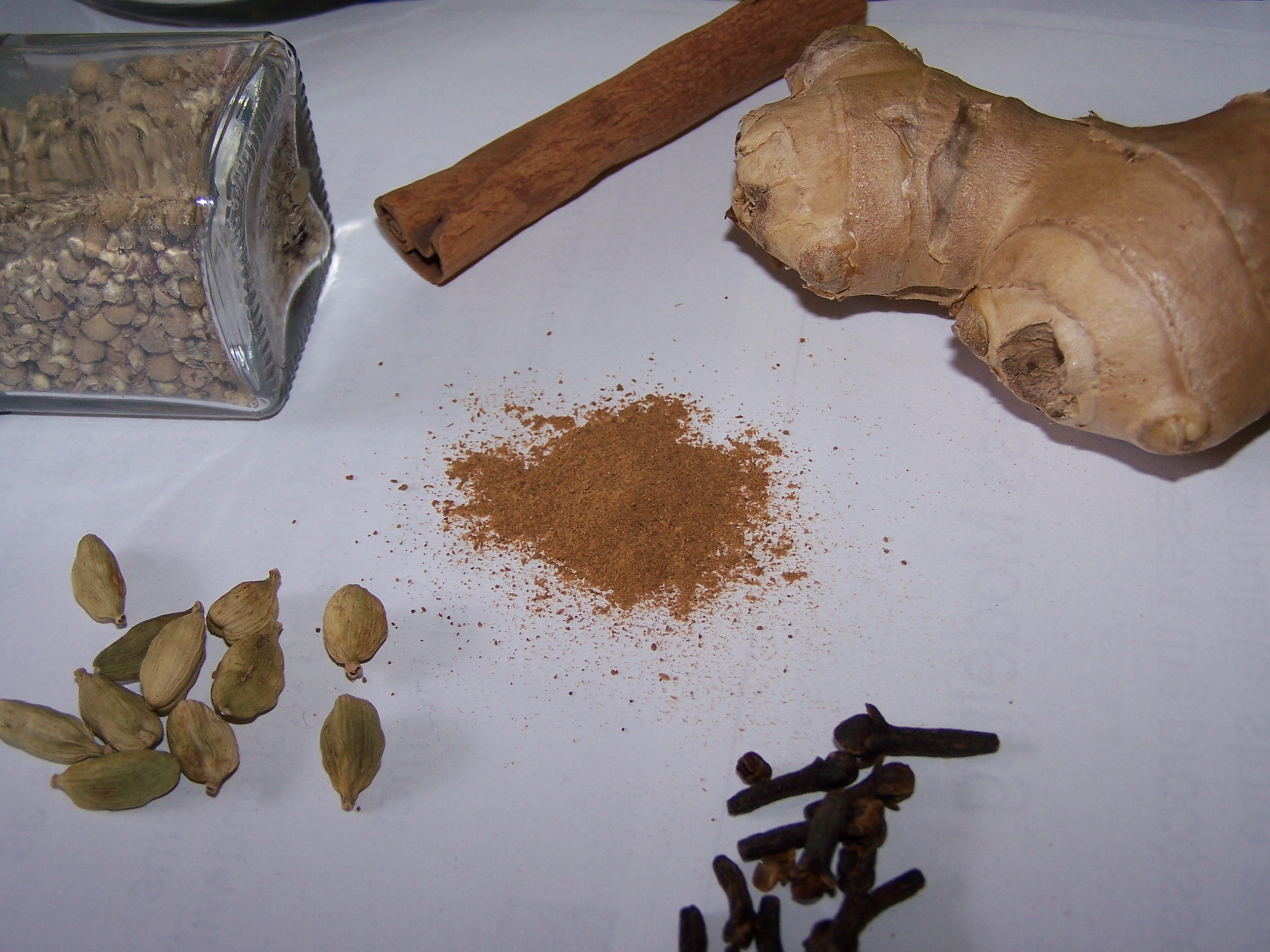
Przyprawy do ciasta speculaas
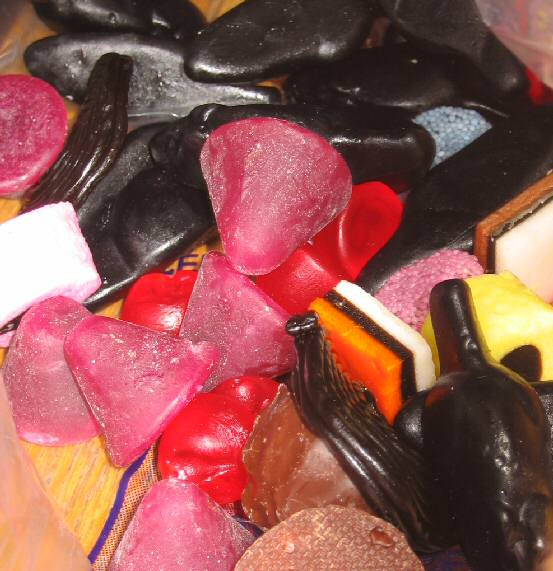
Popularne cukierki
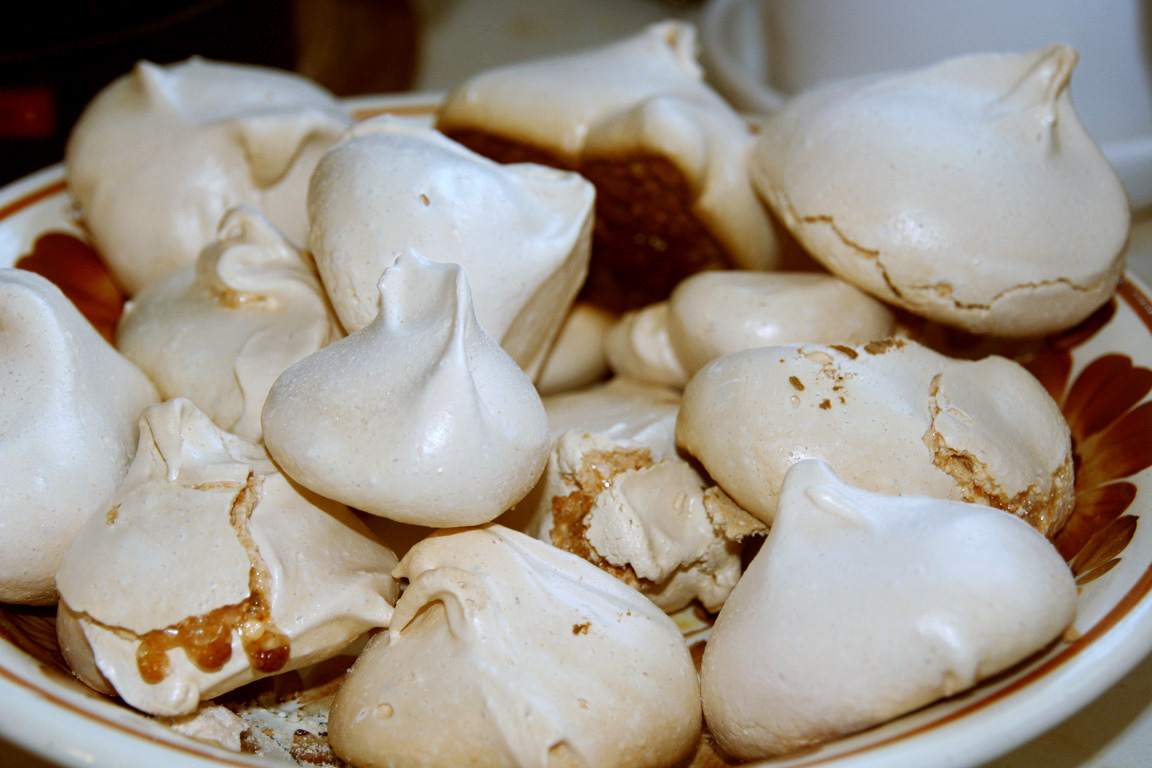
Ptysie bezowe

## Zwarte Piet

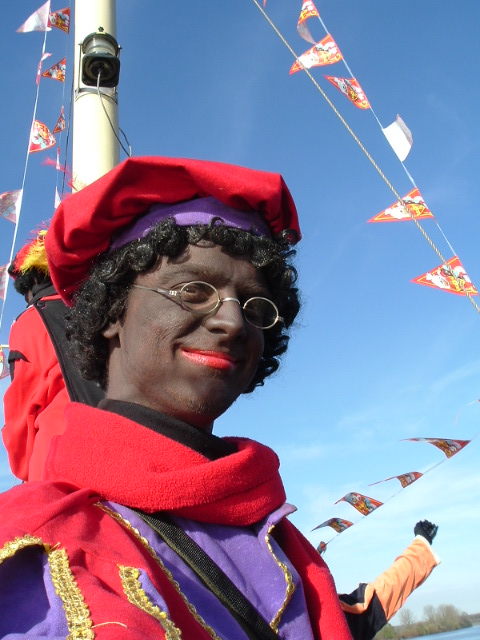
Zwarte Piet

Sinterklaasowi towarzyszy i pomaga jeden lub kilku Zwarte Pietów (Zwarte Piet, czytaj: pit). Zadaniem Zwarte Pieta (wolne tłumaczenie: Czarny Piotrek) jest dźwiganie worka z prezentami i wdrapywanie się przez kominy do domów, aby ukradkiem włożyć prezenty do butów wystawionych przez dzieci przy kominku. Czarny pomocnik Sinterklaasa jest ubrany w kostium pazia z przełomu XVI i XVII wieku, podobny do odzienia noszonego przez dworzan na dworach królewskich.

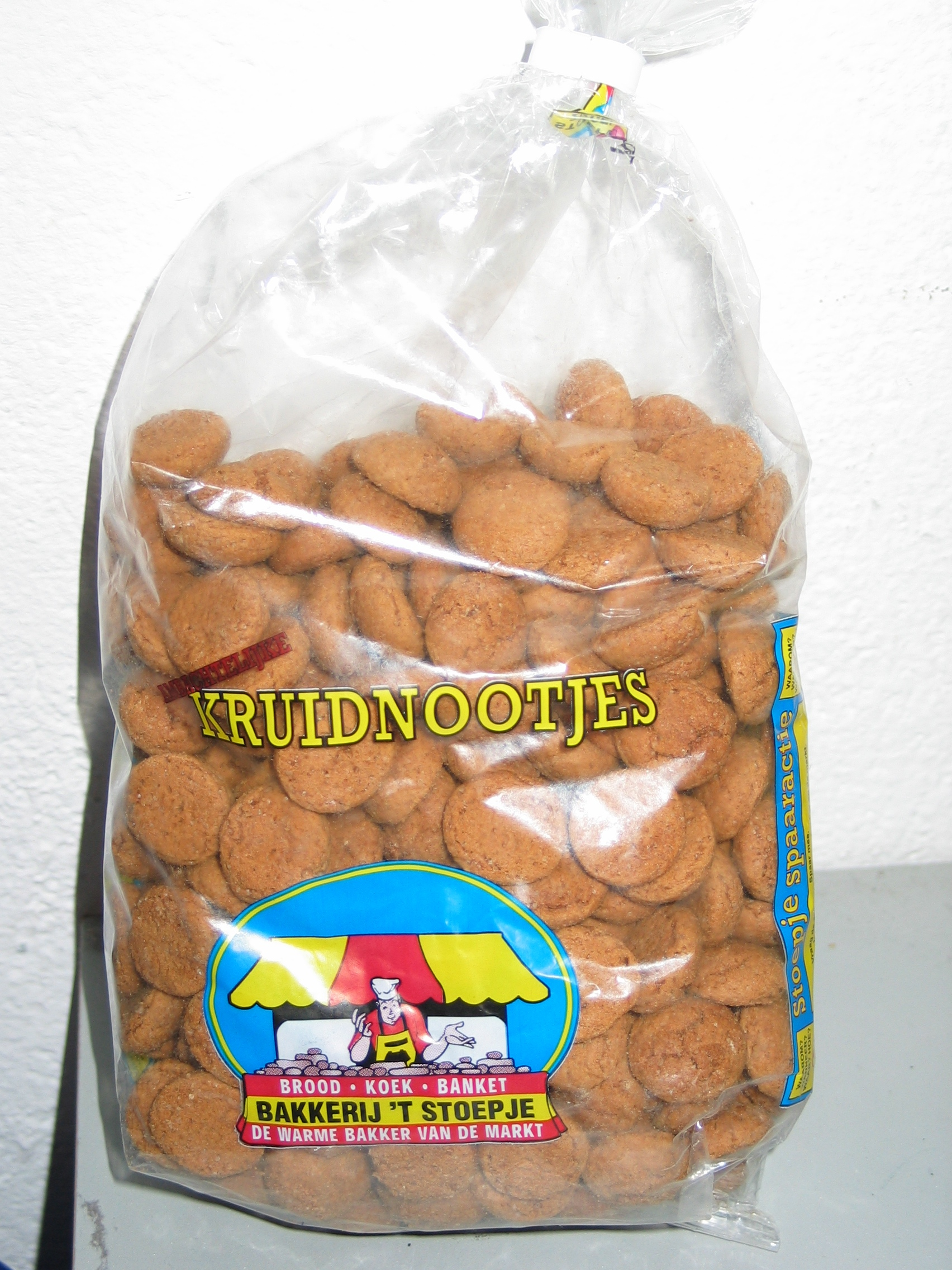
Woreczek z kruidnootjes

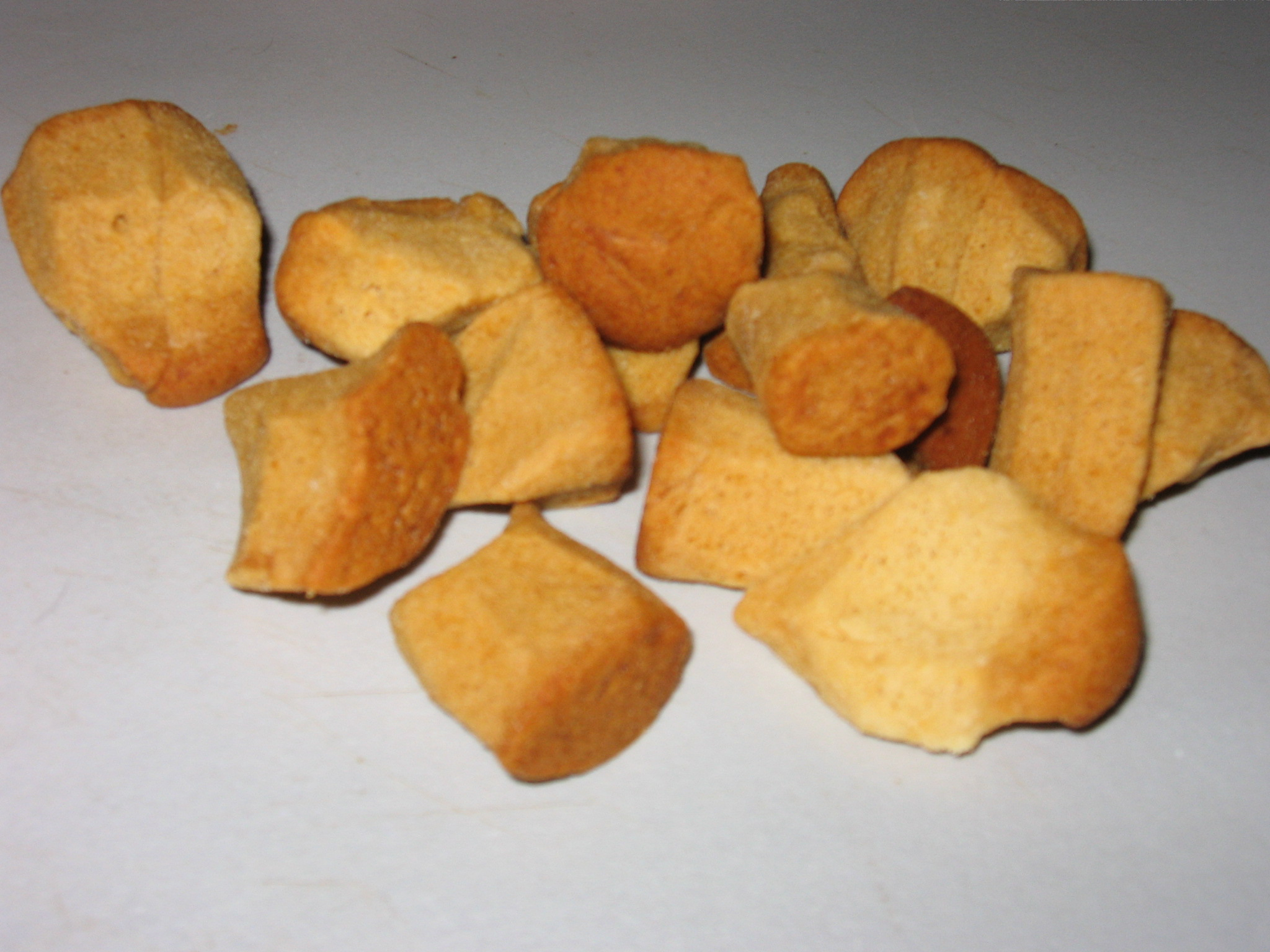
Pepernoten

Do II wojny światowej Sinterklaasowi towarzyszył tylko jeden czarny pomocnik. Po wyzwoleniu kanadyjscy żołnierze, którzy wzięli udział w organizowaniu obchodów pierwszego po wojnie święta Sinterklaas, nieograniczeni rygorami tradycji, zainicjowali udział kilku Zwarte Pietów. Od tego czasu Sinterklaasowi towarzyszy zawsze kilku, a nawet kilkunastu czarnoskórych pomocników, z których każdy pełni inną funkcję.
Podczas gdy Sinterklaas jest spokojnym i dystyngowanym starszym panem, jego słudzy zachowują się w sposób żartobliwy, psocą, stroją sobie żarty i wykonują akrobatyczne sztuczki, a także rozdają dzieciom i przechodniom na ulicy, jedyne w swoim rodzaju, malutkie ciasteczka z przyprawami korzennymi, które nazywają się: kruidnootjes i pepernoten.
Kruidnootjes są malutkimi, okrągłymi, ciemnobrązowymi, suchymi ciasteczkami o płaskim spodzie. Pepernoten są ciasteczkami z anyżem w postaci jasnobrązowych, nieforemnych kostek.
Pochodzenie czarnoskórego sługi Sinterklaasa nie jest precyzyjnie określone, istnieje na ten temat wiele teorii, np. że jest on:
- nawróconym przez świętego złym demonem
- chłopcem z Mauretanii, co wyjaśniałoby kolor jego skóry
- ujarzmionym szatanem
- etiopskim chłopcem o imieniu Piter (od Petrus), którego Sinterklaas kupił na targu niewolników w Mirze i podarował mu wolność, zaś on z wdzięczności pozostał u boku swojego wybawcy
- byłym pomocnikiem włoskiego kominiarza, albowiem posiada umiejętność chodzenia po dachach, jest ubrany w kombinezon kominiarski i ma przy sobie miotełkę

Czarny kolor skóry pomocników Sinterklaasa oraz złote kolczyki, które Zwarte Piety mają w uszach, są często przedmiotem krytyki z powodu rzekomego propagowania rasizmu poprzez nawiązanie do tradycji niewolnictwa.
We Flandrii Zwarte Pieta dzieci nazywają Pieterknecht, czyli Pieter-pomocnik. Pieterknecht (czytaj:piterknecht) jest politycznie poprawnym określeniem, które nie nawiązuje do koloru skóry.

## Piosenki o Sinterklaasie
W Holandii istnieją liczne piosenki o Sinterklaasie śpiewane przez dzieci podczas tego święta.
Przykłady piosenek:
- „Ktoś puka do drzwi” (Daar wordt aan de deur geklopt)
- „Przybywa, przybywa miły, dobry Sint” (Hij komt, hij komt, die lieve goede Sint)
- „Dzieci posłuchajcie kto tam puka” (Hoor wie klopt daar kinderen)
- „O, przyjdź i popatrz” (O, kom er eens kijken)
- „Sinterklaas kapoentje” (Sinterklaas kapoentje)

## Szaty Sinterklaasa

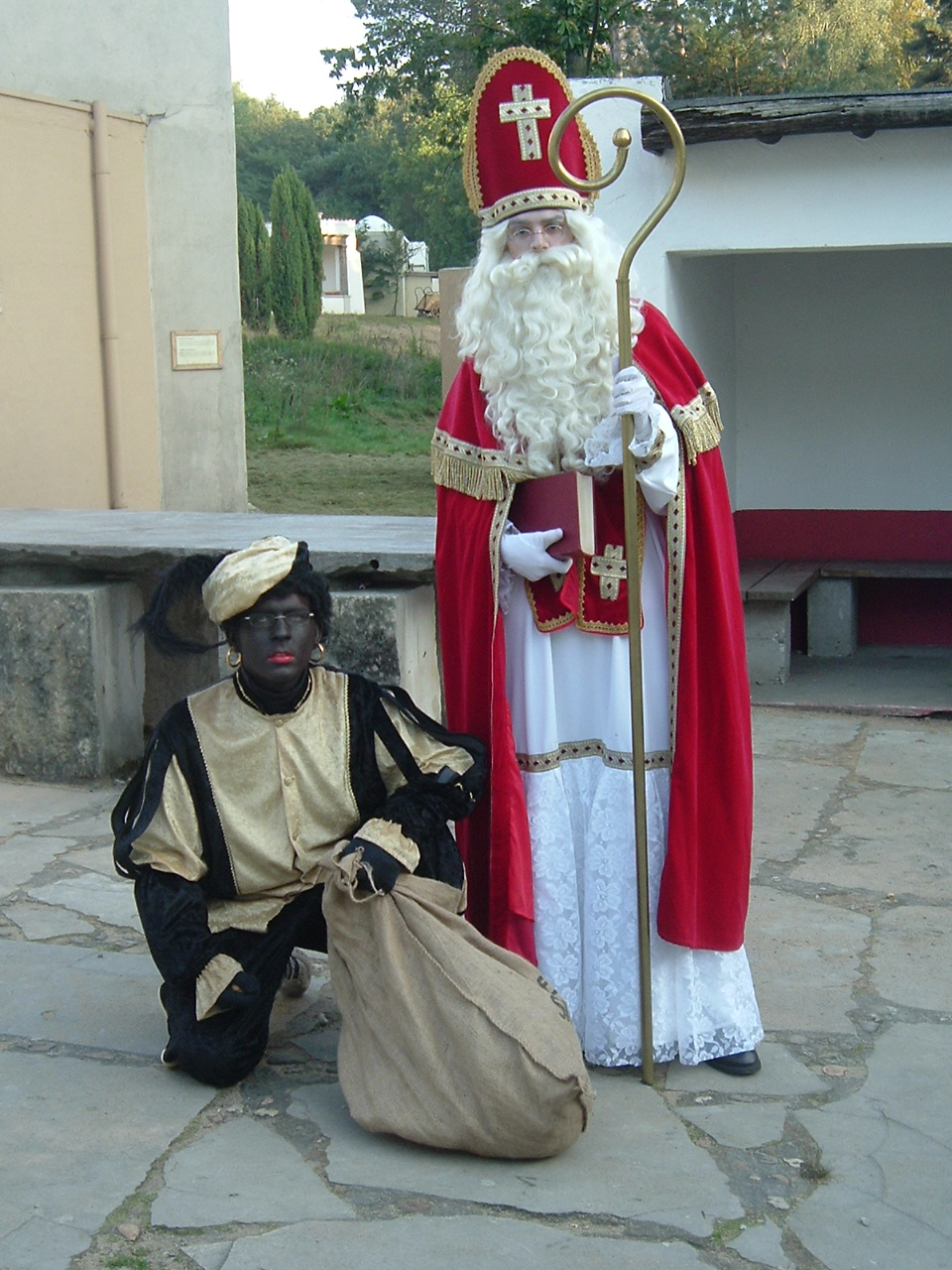
Szata Sinterklaasa (2005)

Szaty Sinterklaasa są wzorowane na szatach noszonych przez biskupów, łącznie z przynależnymi biskupom atrybutami. Ze względów praktycznych szaty Sinterklaasa są w rzeczywistości często skromniejsze. Sinterklaas nosi najczęściej długą purpurową sutannę zapinaną na liczne guziki, na którą wkłada długą albę, zaś na szyi ma zarzuconą czerwoną stułę.
Na ten ubiór narzucona jest bogato zdobiona złotymi ornamentami kapa zapinana z przodu na łańcuszek i dwa haczyki, której wewnętrzna strona jest w kolorze złotożółtym lub białym. Kiedy Sinterklaas siedzi na koniu, jego kapa opada na grzbiet zwierzęcia.
Na głowie Sinterklaas ma czerwoną czapkę, która kształtem przypomina do złudzenia mitrę, nakrycie głowy biskupów, natomiast w ręku trzyma pastorał.
Na nogach ma czarne buty, a na rękach długie, białe lub rzadziej purpurowe rękawiczki.
Na palcu serdecznym nosi duży, biskupi, złoty sygnet z rubinem.

## Kontrowersje, krytyka i konkurencja
Wzajemne obdarowywanie się prezentami z okazji Sinterklaas spotykało się w historii ze sprzeciwem ze strony Kościoła protestanckiego, np. w Delfcie około 1600 zabroniono obchodzenia tego święta. Marcin Luter był przeciwny temu katolickiemu zwyczajowi. Jeszcze w 1895 burmistrz miasteczka Sluis wypowiedział się przeciwko obchodzeniu uroczystości Sinterklaas w szkołach państwowych. Współcześnie w Kościele Katolickim słychać głosy protestu – przeciwnicy obchodów Sinterklaas oraz Santa Claus wskazują na odejście od tradycji i całkowitą komercjalizację święta.

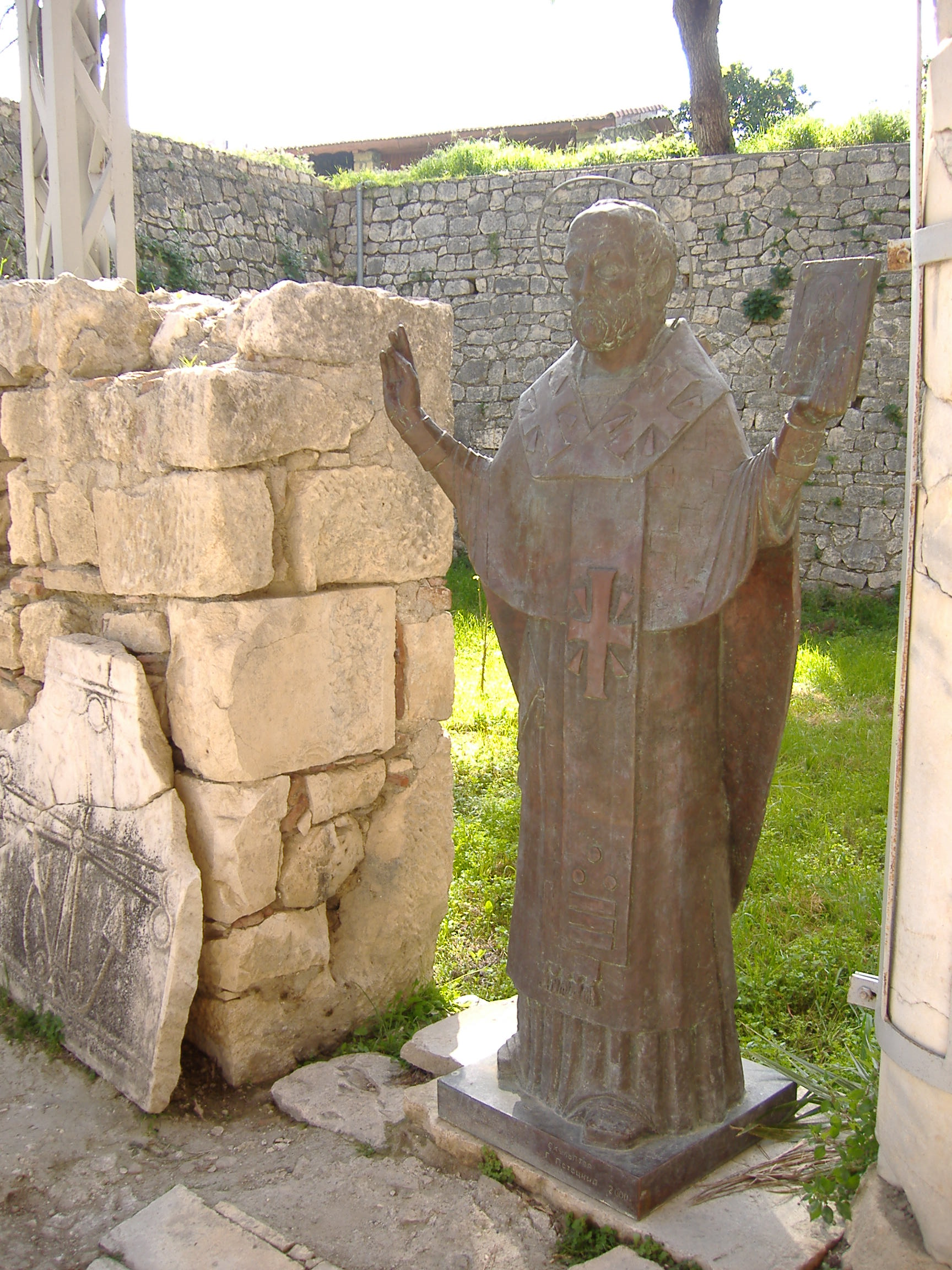
Rzeźba z brązu przedstawiająca św. Mikołaja, wykonana przez Gregory Pototsky’ego i podarowana przez władze Rosji w 2000 roku miastu Demre w Turcji

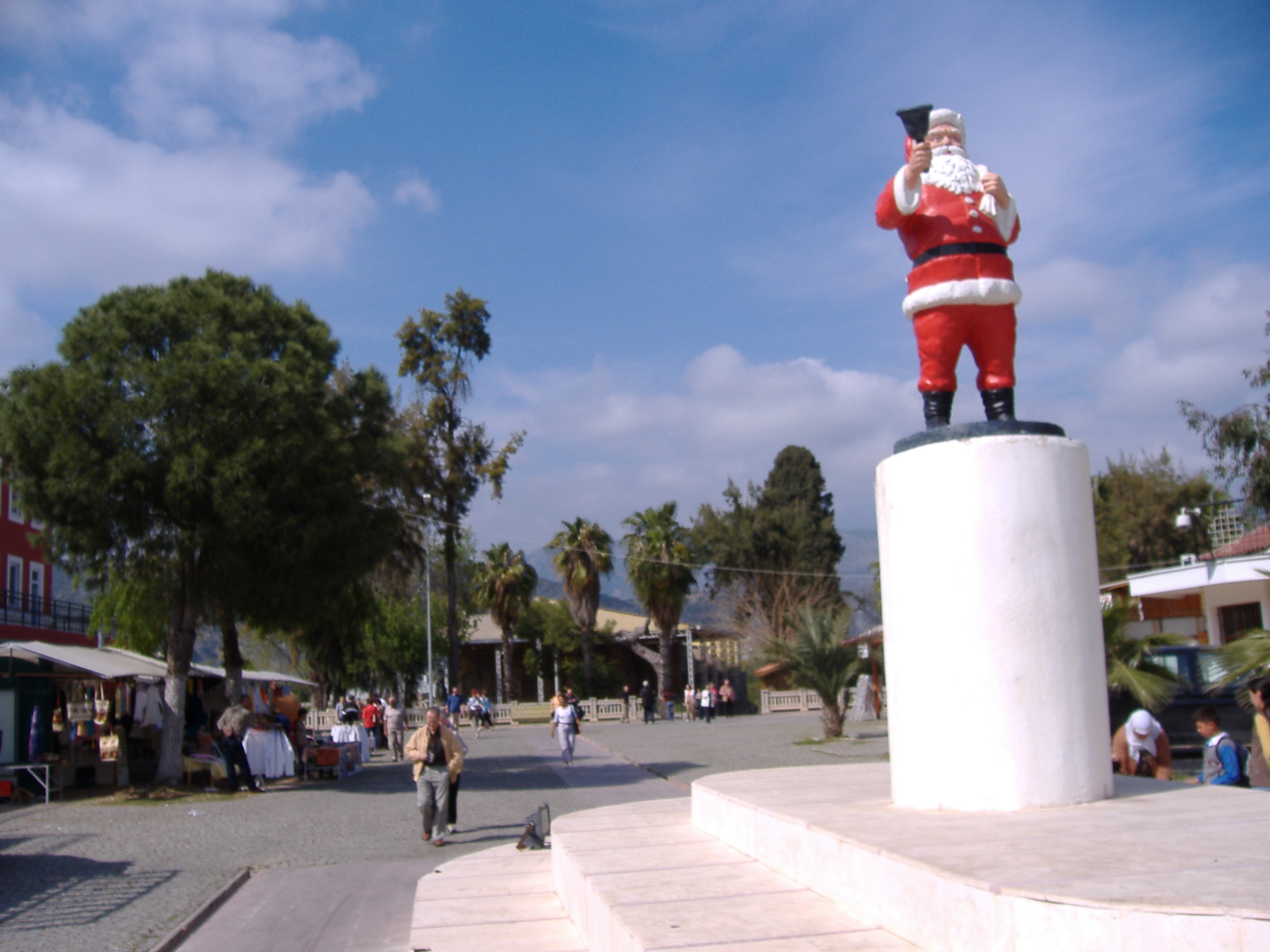
Plastikowy Noel Baba ustawiony w prominentnym miejscu na placu w Demre przed ruinami średniowiecznego kościoła pod wezwaniem św. Mikołaja

Pod koniec XX wieku święty Mikołaj w Polsce, a Sinterklaas w Holandii, został skonfrontowany z konkurencją ze strony samego siebie w postaci amerykańskiego Santa Claus, który znany jest w języku niderlandzkim jako kerstman. Santa Claus początkowo zadomowił się w Wielkiej Brytanii, gdzie jest nazywany Father Christmas, a następnie objął swoim zasięgiem prawie całą Europę jako Santa.
Nazwa Santa Claus pochodzi od niderlandzkiego słowa Sinterklaas, które zostało włączone do języka amerykańskiego i zamerykanizowane przez emigrantów holenderskich, którzy przybyli do Ameryki w 1614 i m.in. założyli Nowy Jork, który początkowo nazywał się Nowym Amsterdamem.
W błyskawicznym tempie historyczna postać Mikołaja z Miry została przekształcona w atrakcyjną komercyjnie postać Santa Clausa.
Skrajnym przykładem komercjalizacji oraz całkowitego odejścia od tradycji było zastąpienie w lutym 2005 rzeźby Świętego Mikołaja (ważnego świętego w rosyjskim Kościele Prawosławnym) w tureckim mieście Demre (zbudowanym na ruinach antycznej Miry, stąd często odwiedzanego przez rosyjskich pielgrzymów i turystów) przez plastikową figurkę Noel Baba. Burmistrz Demre – Suleyman Topcu – motywując swoją decyzję, stwierdził, że wizerunek Santa Claus bardziej przemawia do publiczności i przyciąga znacznie większe masy turystów. Po protestach ze strony rosyjskiej rzeźbę Świętego Mikołaja z aureolą przywrócono, lecz umieszczono w znacznie mniej prominentnym miejscu placu, między pozostałościami po średniowiecznym kościele Świętego Mikołaja.